# Le Chouchou du prof
Pour les articles homonymes, voir Teacher's Pet.
Le Chouchou du prof est le 4e épisode de la saison 1 de la série télévisée Buffy contre les vampires.

## Résumé
Le docteur Gregory, le professeur de biologie de Buffy et un des rares à croire en elle malgré son passé turbulent, disparaît mystérieusement, et est remplacé par la très séduisante Mlle French. Très rapidement, les garçons du lycée tombent sous son charme, en particulier Alex et une de ses connaissances, Blayne, qui se portent tous les deux volontaires pour l'aider après les cours. Le corps décapité du docteur Gregory finit par être retrouvé par Cordelia dans le frigo de la cafétéria. Buffy enquête sur ce meurtre, et sa première piste, à la suite d'informations données par Angel lors d'une soirée au Bronze, la conduit jusqu'à un vampire dont la main gauche est dotée d'une griffe évoquant la forme d’une fourche. Mais alors qu'elle avait retrouver sa trace et qu'il était sur le point d'agresser le nouveau professeur, il s'enfuit épouvanté dès que Mlle French se retourne.  
Blayne disparaît à son tour, et, après des recherches, Buffy, Willow et Giles découvrent que le nouveau professeur est une mante religieuse géante qui attire à elle, grâce aux phéromones, les jeunes mâles n'ayant jamais eu de rapports sexuels pour s’accoupler, se reproduire et les décapiter, après avoir pondu ses oeufs. Alex se rend chez Mlle French, malgré les recommandations de Buffy, et est drogué et mis en cage avec Blayne. Tous les deux tentent de combattre leur geôlière lorsqu'elle s'apprête à les tuer, mais sont impuissants. Buffy capture finalement le vampire à la main griffue pour qu'il la conduise à la résidence de Mlle French, et le tue quand il se retourne contre elle. Grâce à un enregistrement fait par Giles d'un sonar de chauve-souris, qui attaque le système nerveux la mante religieuse, elle réussit à tuer la créature avec une machette, alors qu'elle était sur le point de se reproduire avec Alex. Ce dernier, reconnaissant, détruit ensuite les oeufs pondus par l'ancienne professeure.  

## Production

### Musique
Le groupe Superfine joue Already Met You sur la scène du Bronze, et on peut entendre la chanson Stoner Love, du même groupe, à la fin de l'épisode quand Buffy rencontre Angel toujours au Bronze. La bande originale de l'épisode a été écrite par Walter Murphy.